# Českobratrská církev evangelická
Českobratrská církev evangelická (běžně jen evangelická církev, ve zkratce ČCE) je křesťanská církev působící na území České republiky, která přímo navazuje na odkaz světové i české reformace. Vznikla v roce 1918 spojením dvou evangelických církví povolených tolerančním patentem roku 1781. Její členové jsou běžně označováni jako evangelíci, případně českobratrští evangelíci.
Církev v roce 2024 evidovala 57 256 členů ve 236 společenstvích (tzv. farních sborech), v nichž slouží více než 200 farářů a farářek (bez započtení kazatelských stanic a výpomocných kazatelů). Ve sčítání lidu roku 2021 se k ní výslovně přihlásilo 32 577 osob. Je dlouhodobě největší protestantskou církví v zemi a zároveň třetí největší církví po římskokatolické a pravoslavné církvi.
Charitativní činnost církev koordinuje prostřednictvím Diakonie Českobratrské církve evangelické, která je jedním z nejvýznamnějších poskytovatelů sociálních služeb v republice. Evangelická církev je zřizovatelem několika církevních škol a udržuje úzké vztahy s Evangelickou teologickou fakultou Univerzity Karlovy v Praze. Při církvi dále funguje nakladatelství Kalich a hlavním církevním periodikem je časopis Český bratr.

## Historie

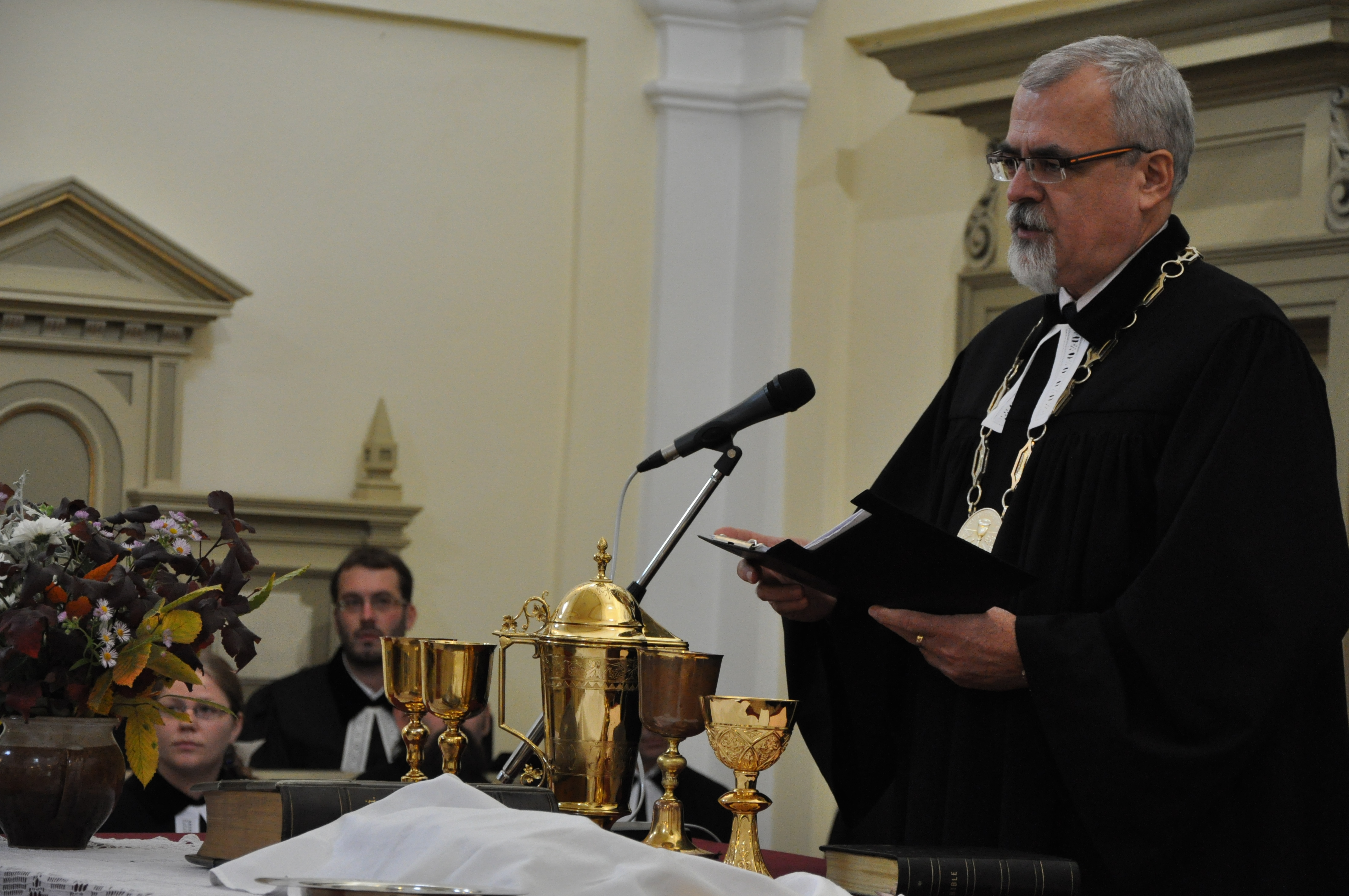
Někdejší synodní senior Joel Ruml

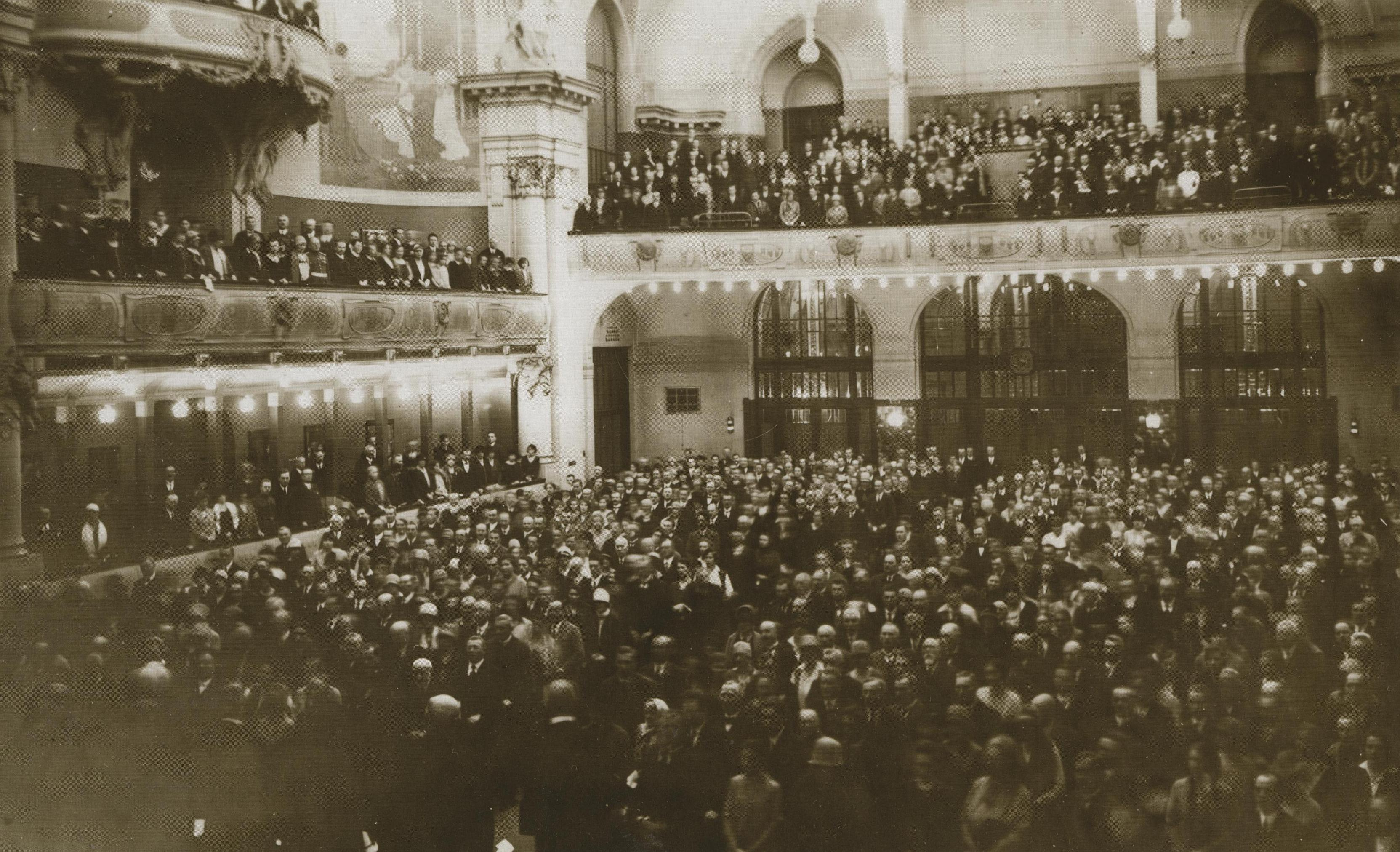
Generální sněm, Obecní dům, 1918

Církev navazuje na tradice církve evangelické augsburského (luterského) i helvetského (reformovaného) vyznání. Augsburské i helvetské církve byly v českých zemích jediné dvě protestantské církve povolené Tolerančním patentem císaře Josefa II. z roku 1781. Požadavky unie evangelických sborů obou vyznání se silně ozvaly již v souvislosti s revolucí roku 1848. O jejich sjednocení „v jednu Českobratrskou církev“ usiloval především reformovaný farář Bedřich Vilém Košut. Tyto snahy narážely na konfesionální rozdíly mezi oběma církvemi i na odpor německojazyčných evangelíků (především luterského vyznání) a vídeňské vlády. Ke sloučení českých sborů tak nakonec došlo až po vyhlášení Československé republiky, a to svobodným rozhodnutím zástupců všech českých sborů na generálním sněmu v prosinci 1918. Nově vzniklá unie kromě svých augsburských a helvetských tradic sama sebe chápala i jako pokračovatelku tradice české reformace, husitského hnutí, církve podobojí i Jednoty bratrské. Svým dnešním názvem Českobratrská církev evangelická programově naznačuje svou návaznost na první (domácí) i druhou (světovou) reformaci, tak i to, že za své pravidlo víry a života uznává evangelium Ježíše Krista, dosvědčované v Písmu Starého i Nového zákona.

## Teologie a náboženský profil
Profil Českobratrské církve evangelické určují její luterské a kalvínské kořeny spolu s tradicí české reformace. Neprofilovala se jako národní církev, i když výrazně souzněla s českým vlastenectvím a demokratickými ideály první československé republiky. Při svém vzniku se přihlásila k České konfesi z roku 1575 a k Bratrské konfesi z roku 1662. Roku 1947 svou příslušnost k luterské a kalvínské tradici potvrdila tím, že se oficiálně přihlásila i k Augsburské konfesi z roku 1530 a Druhé helvetské konfesi z roku 1566. Ačkoliv v nové církvi výrazně převládaly kalvínské sbory, konfesní rozdíly nikdy nevyvolávaly větší problémy.
| „                              | Českobratrská církev evangelická, stručně zvaná Evangelická církev, vyznává víru v Boha Otce, Syna a Ducha svatého, která ji spojuje s křesťany všech vyznání a všech dob. Vyjadřuje svou naději, že spolu s ostatními křesťany má účast na jedné obecné Kristově církvi, díle Ducha svatého. [...] V poslušnosti a svobodě víry se učí ze starokřesťanských vyznání víry Apoštolského, Nicejskocařihradského a tzv. Athanasiova, i z konfesí reformačních, čtyř článků pražských, vyznání Jednoty českých bratří podle vydání J. A. Komenského z r. 1662, Českého vyznání, vyznání Augsburského a Druhého vyznání helvetského. | “ |
| — Preambule Církevního zřízení | |   |

Obě evangelické církve před rokem 1918 byly prodchnuty liberální teologií, ale silný vliv si ve sjednocené církvi po první světové válce získávala i dialektická teologie Karla Bartha. Dalším silným vlivem se po druhé světové válce stala civilní interpretace evangelia německého luterského teologa Dietricha Bonhoeffera. Tato myšlenka rezonovala i v Českobratrské církvi evangelické v neoficiálním a komunistickým režimem potlačovaném hnutí Nová orientace, které vzniklo na konci padesátých let a poskytlo teologické východisko i politickému disentu uprostřed církve v dalších desetiletích. K liberální orientaci se církev přihlásila roku 1953 umožněním ordinace žen i pokusy o dialog s marxistickou filosofií v šedesátých letech. Představitelé církve se pak výrazně angažovali v „obrodném procesu“ druhé poloviny šedesátých let a synod pak jednoznačně odmítl invazi vojsk Varšavské smlouvy. Řada členů církve, duchovních i teologů se pak angažovala v odporu vůči normalizaci i v činnosti Charty 77.
V církvi vždy existovaly i probuzenecky laděné směry. Již za první republiky vznikl spolek Snaha, který v reakci na náboženskou vlažnost liberálního protestantismu usiloval o prohloubení zbožnosti uvnitř Českobratrské církve evangelické i mimo ni. Na sklonku komunistického režimu v církvi sílilo i evangelikální hnutí, spojené především s působením vikáře Dana Drápala v pražském sboru Na Maninách, ale tato skupina se po roce 1989 s českobratrskou církví rozešla a vytvořila samostatnou církev Křesťanská společenství.
Českobratrská církev dodnes prakticky uplatňuje věroučnou i liturgickou různorodost a demokratický charakter církevního provozu. To z ní činí jednu z nejliberálněji orientovaných českých církví. V mezinárodním srovnání se tak řadí k dominantnímu „mainstreamovému“ protestantismu.

## Život církve

### Věřící
| Rok  | Českobratrští evangelíci v Česku dle sčítání lidu | Českobratrští evangelíci v Česku dle sčítání lidu |
| ---- | ------------------------------------------------- | ------------------------------------------------- |
| 1921 | 231 199                                           | 2,31 %                                            |
| 1930 | 290 994                                           | 2,73 %                                            |
| 1950 | 401 729                                           | 4,52 %                                            |
| 1991 | 203 996                                           | 1,73 %                                            |
| 2001 | 117 212                                           | 1,15 %                                            |
| 2011 | 51 858                                            | 0,50 %                                            |
| 2021 | 32 577                                            | 0,31 %                                            |

Při sčítání lidu se k Českobratrské církvi evangelické v roce 2001 hlásilo 117 212 obyvatel, o deset let později 51 936 obyvatel (vedle toho 8158 osob obecně k protestantství či evangelictví) a v roce 2021 pak 32 577 obyvatel (vedle toho 27 149 osob k protestantství či evangelictví bez udání konkrétní církve).

Věková struktura osob, které se při sčítání lidu roku 2011 hlásily k ČCE

### Postavení žen v církvi
První synod církve v roce 1921 přijal Církevní zřízení, které obsahovalo mj. zásadu rovnosti mužů a žen. Na Husově bohoslovecké fakultě (dnešní Evangelická teologická fakulta Univerzity Karlovy) studovaly ženy od roku 1922, mohly v církvi i kázat na základě licence ke kázání (jako první ji získala Růžena Nováková v roce 1925), ale ordinace žen schválena nebyla, i když o ní od 20. let 20. století probíhaly diskuse. Nakonec byla schválena 11. synodem v roce 1953, a to poměrem hlasů 79 pro, 1 proti a 1 se zdržel. První ordinované ženy byly hned čtyři, a to Jarmila Jeschkeová, Eva Nechutová (Peroutková), Antonie Slámová a Alena Šounová (Srnková), ordinaci vykonal synodní senior Viktor Hájek 13. prosince 1953 v Poděbradech. V roce 2003 se první žena dostala do funkce seniorky (tj. nejvyšší duchovní představitelky seniorátu), když byla do této funkce pro Pražský seniorát na konventu tohoto seniorátu zvolena Lýdia Mamulová. Ve funkci seniorky sloužily též farářky Ester Čašková (v Horáckém seniorátu v letech 2004–2007) a Martina Šeráková Vlková (v Ústeckém seniorátu v letech 2013–2017). Ve funkci seniorátní kurátorky, tj. nejvyšší laické představitelky seniorátu, působila jako první Naděje Mandysová (v Chrudimském seniorátu v letech 1985–1991), dále Zdena Skuhrová, Blanka Nová, Mahulena Čejková, Vlasta Erdingerová, Eva Skálová, Jana Brahová, Simeona Zikmundová, Eva Šťouračová, Noemi Batlová a Jana Uhlířová.
V synodní radě působila první žena, náměstkyně synodního kurátora Naděje Mandysová, od roku 1991, dále pak synodní kurátorky Lydie Roskovcová (1997–2003), Mahulena Čejková (2003–2009) a Lia Valková (2009–2015) a náměstkyně synodních kurátorů či kurátorek Eva Zadražilová (první žena ve dvou volebních obdobích synodní rady), Simona Kopecká a Jana Šarounová.
V současnosti (červenec 2023) slouží na sborech církve 57 farářek a 1 jáhenka, další ženy slouží jako kaplanky v armádě, na školách Evangelické akademie atp. Kurátorek jednotlivých sborů je 86, což je zhruba třetinové zastoupení.

### Vztah k lidem s menšinovou sexuální orientací

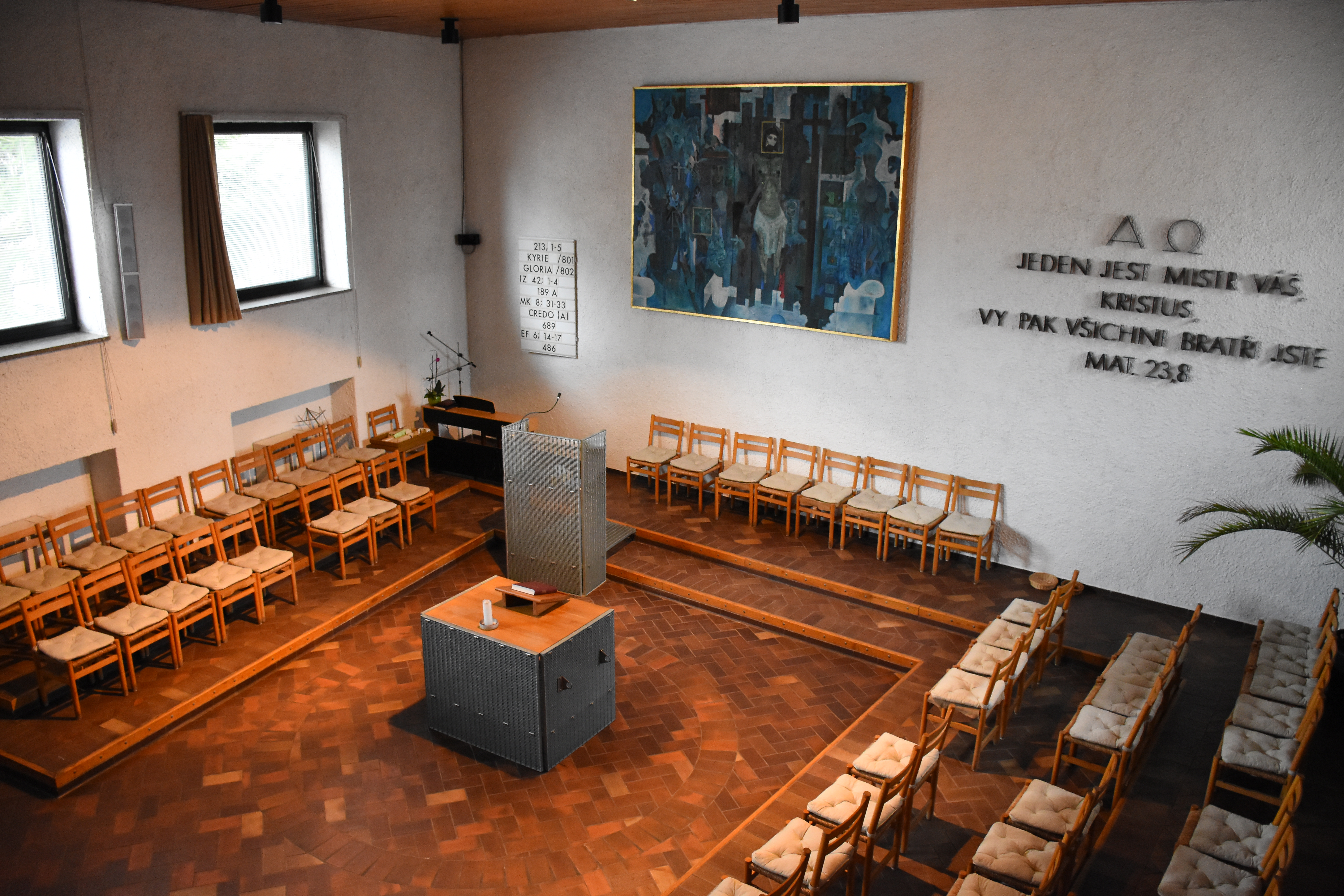
Interiér kostela U Jákobova žebříku, kde se od počátku své činnosti schází spolek Logos.

Diskuse o vztahu k LGBT lidem probíhala v církvi od 80. let 20. století. V roce 1989 vydal lékař a pozdější synodní kurátor církve Zdeněk Susa v církevním časopise Český bratr článek Rozhovor o homosexualitě, kde dokládá, že homosexualita je vrozená a mj. píše: „Těmto lidem je možno doporučit celoživotní pohlavní zdrženlivost, ale nelze ji tvrdě vyžadovat a odsuzovat ty, kteří jí nejsou schopni. Biblické zákazy homosexuálního chování nás k tomu neopravňují. Bůh přece netrestá postižené lidi za jejich postižení.“ Poté redakce otiskla i reakce na tento článek. V letech 1993–1994 vznikl spolek Logos, platforma pro věřící z komunity LGBT+, který se scházel v prostorách evangelického sboru v Praze-Kobylisích – v kostele U Jákobova žebříku. Spolek Logos také v roce 1994 inicioval zřízení gay linky pomoci na půdě SOS centra Střediska křesťanské pomoci Diakonie Českobratrské církve evangelické. V roce 1997 29. synod ČCE uložil na svém 3. zasedání synodní radě vytvořit pracovní skupinu pro otázky homosexuálních vztahů. V roce 2000 30. synod přijal usnesení „Synod prosí členy církve, aby s porozuměním přijímali spoluobčany s homosexuální orientací jako své bližní. Církev se chce nadále touto problematikou zabývat“. V již zmíněném kostele U Jákobova žebříku proběhlo 1. června 2002 historicky první požehnání homosexuálního partnerství v Česku (před vznikem zákona o registrovaném partnerství), páru požehnal místní farář Jiří Štorek a libeňský farář Ondřej Stehlík, v roce 2006 požehnala opět v kobyliském sboru místní farářka Simona Tesařová uzavřenému registrovanému partnerství, v roce 2010 žehnal farář Miloš Rejchrt při udílení registrovaného partnerství na Staroměstské radnici. Od té doby proběhla podobná požehnání i v dalších sborech Českobratrské církve evangelické.

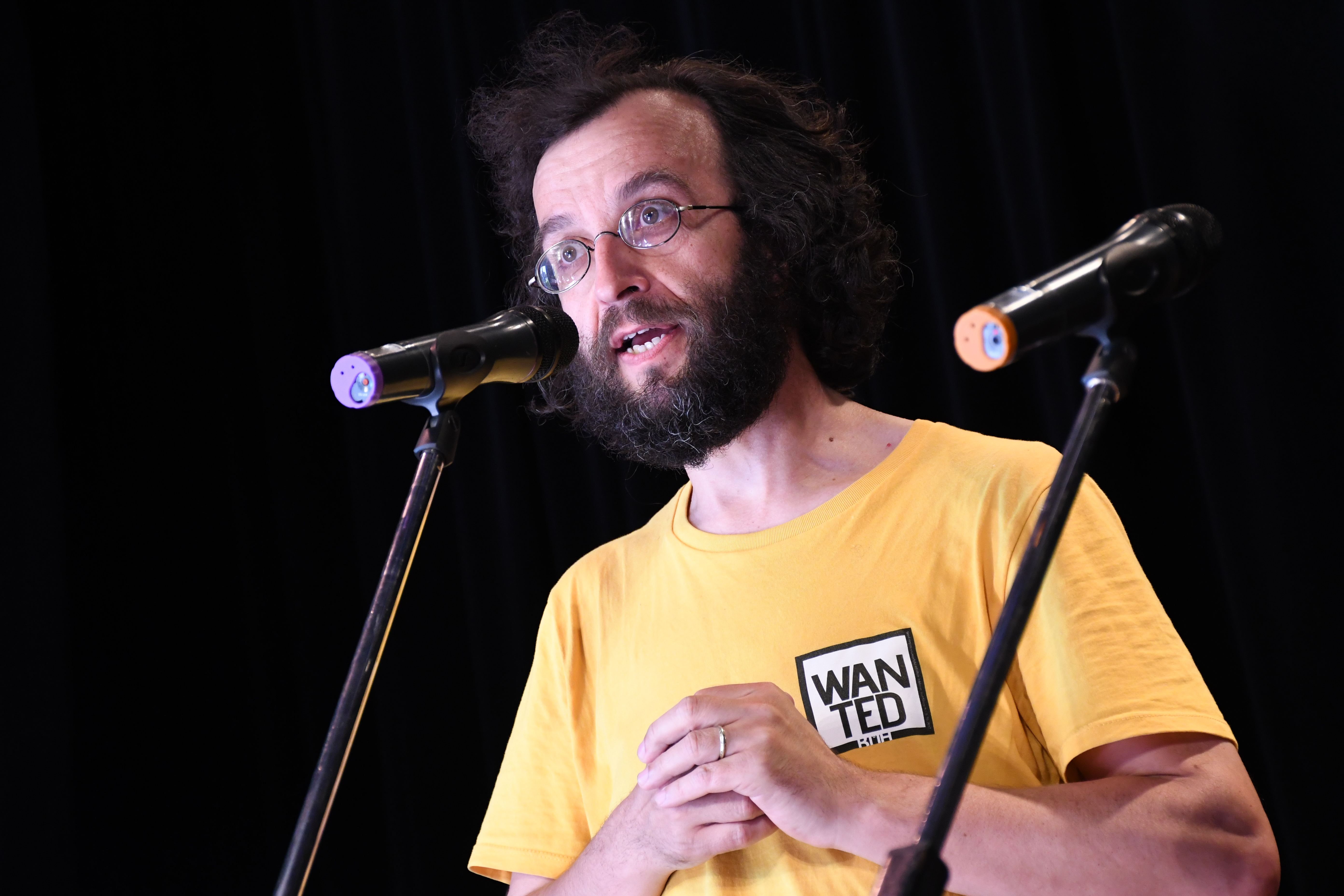
Mikuláš Vymětal, celocírkevní farář pro humanitární aktivity, menšiny a lidi sociálně vyloučené

V roce 2005 31. synod „vděčně přijal“ dokument „Problematika homosexuálních vztahů“, o rok později církev vydala stejnojmennou publikaci, kde je v kapitole „Homosexualita ve světle biblických textů“ kritický výklad biblických textů, které se mohou nějak vztahovat k homosexualitě. Na této kapitole spolu pracovali Martin Prudký, tehdejší vedoucí katedry Starého zákona Evangelické teologické fakulty Univerzity Karlovy a pozdější děkan fakulty, a Jan Roskovec, tehdejší vědecký pracovník katedry Nového zákona ETF UK a také pozdější děkan ETF. Publikace dále obsahuje kapitoly Eticko-teologický pohled na homosexualitu od Jindřicha Halamy a Medicínský pohled na homosexualitu sepsaný trojicí lékařů – Antonínem Brzkem, Dagmar Křížovou a Ivem Procházkou. V roce 2006 Spolek evangelických kazatelů vydal na své valné hromadě stanovisko, v němž přímo podpořil vznik zákona o registrovaném partnerství. Od roku 2011 je součástí festivalu Prague Pride společná bohoslužba v evangelickém kostele U Martina ve zdi v Praze. V roce 2015 církev zřizuje místo celocírkevního faráře pro menšiny, který má ve své agendě i starost o komunitu LGBTQ, a povolává na tuto pozici Mikuláše Vymětala. V roce 2022 synod přijal text „Žijeme spolu v jedné církvi“, který obsahuje i omluvu za to, že se lidé homosexuální orientace mnohdy nemusí cítit ve sborech církve dobře, a vyznání, že v minulosti církev často těmto lidem ubližovala. V roce 2023 synod na návrh z rozpravy přijal usnesení: „Synod ČCE souhlasí s možností požehnání svazků osob stejného pohlaví, pokud o to požádají. Synod ČCE vnímá, že názory na tuto otázku nejsou v církvi jednotné, podporuje činnost komise pro soužití s LGBTQ lidmi a pokračování diskuse v církvi o tomto tématu. Synod konstatuje, že žádný kazatel není povinen žehnat svazkům osob stejného pohlaví.“ S žehnáním homosexuálním párům ale někteří členové církve nesouhlasí a žádají o revokaci tohoto usnesení. Čtyři faráři Českobratrské církve evangelické se v červenci 2023 přidali k prohlášení zástupců řady českých církví proti „manželství pro všechny“. „Manželství pro všechny“ naopak mj. podporují mediálně známí evangeličtí faráři Pastoral Brothers.

### Tiskoviny
Církev vydává časopis Český bratr (od roku 1924). Do roku 2018 vycházel časopis pro mládež Nota nebe, jenž se do konce roku 2013 jmenoval Bratrstvo. Lidé z církve přispívali také do novin Kostnické jiskry, které byly celoprotestantským periodikem.

## Struktura církve
Českobratrskou církev evangelickou tvoří tzv. sbory, a to na třech úrovních:
- sbor farní (tj. místní společenství, farnost),
- sbor seniorátní (tj. společenství farních sborů určitého území; seniorát je v tomto smyslu ekvivalentem katolické diecéze),
- sbor povšechný (tj. celocírkevní úroveň).

Spravována je způsobem presbyterně-synodním.

### Farní sbor
Farní sbor je základní jednotkou církve, spravovaný staršovstvem (presbyterstvem), které je voleno z členů sboru sborovým shromážděním, to volí i faráře. On a jeden z presbyterů – kurátor – jsou společně představiteli sboru a jeho statutárními zástupci. Církev tvoří 251 sborů.

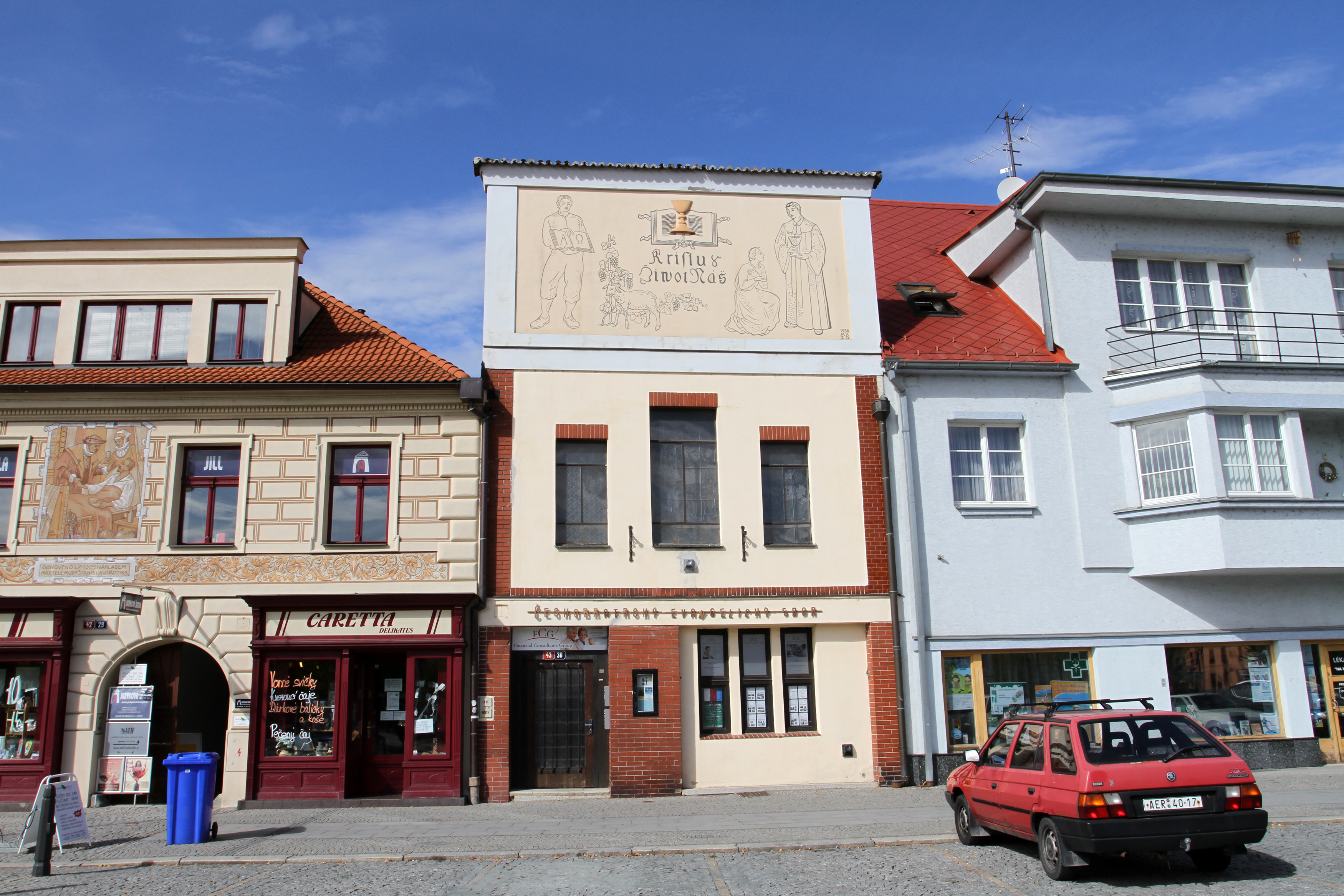
Evangelický sbor v Berouně
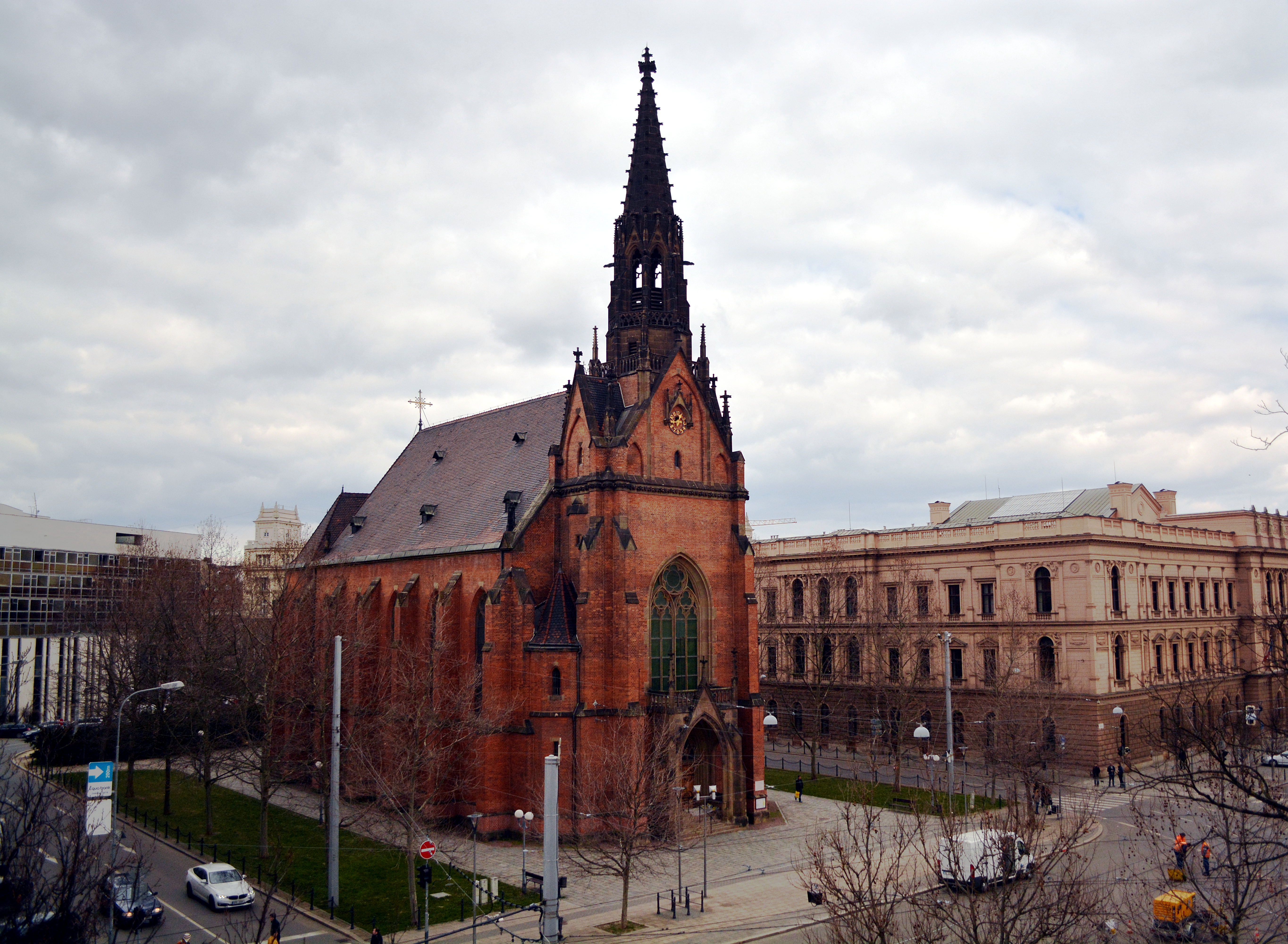
Červený kostel v Brně
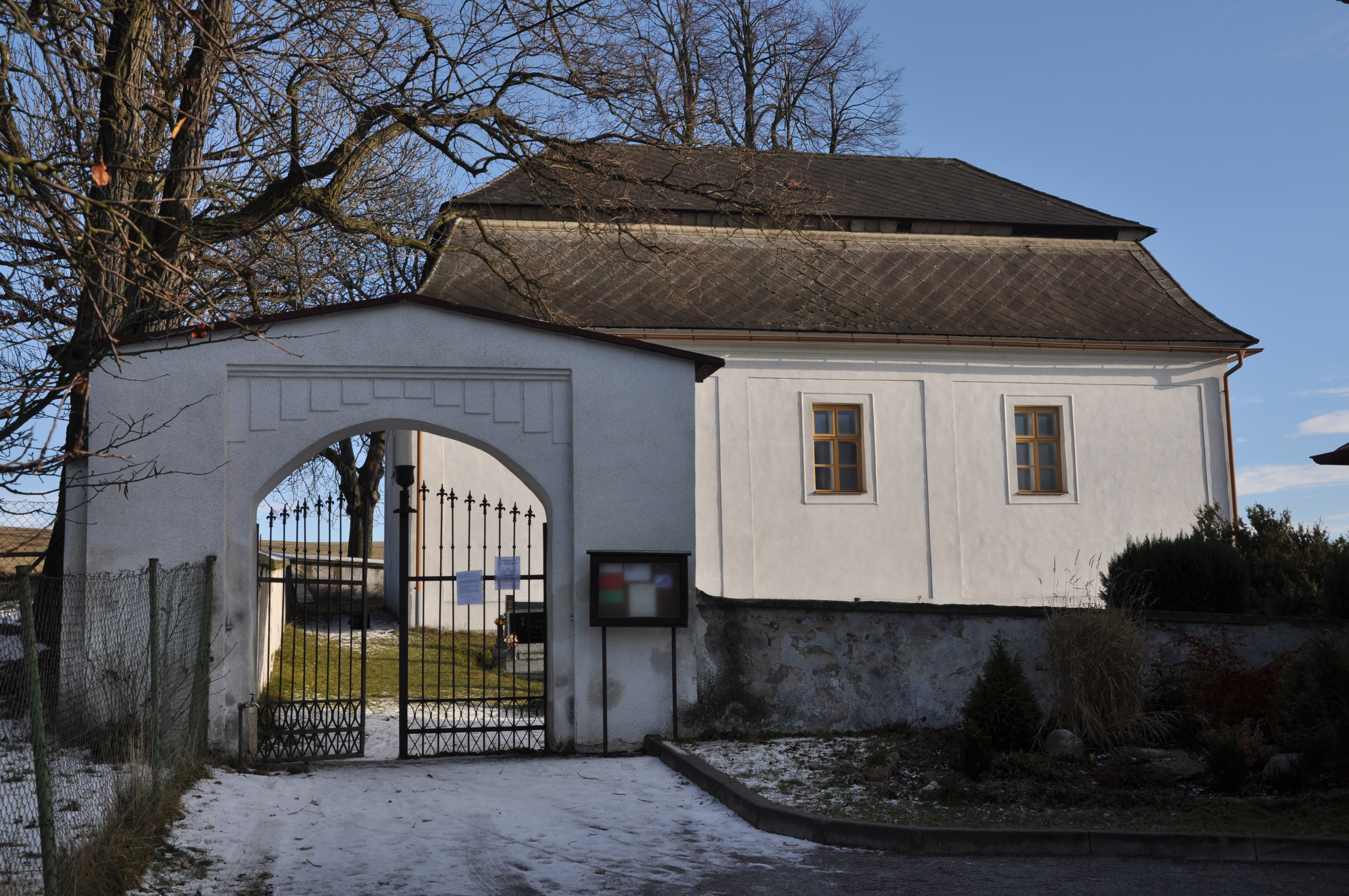
Evangelický sbor v Daňkovicích na Vysočině
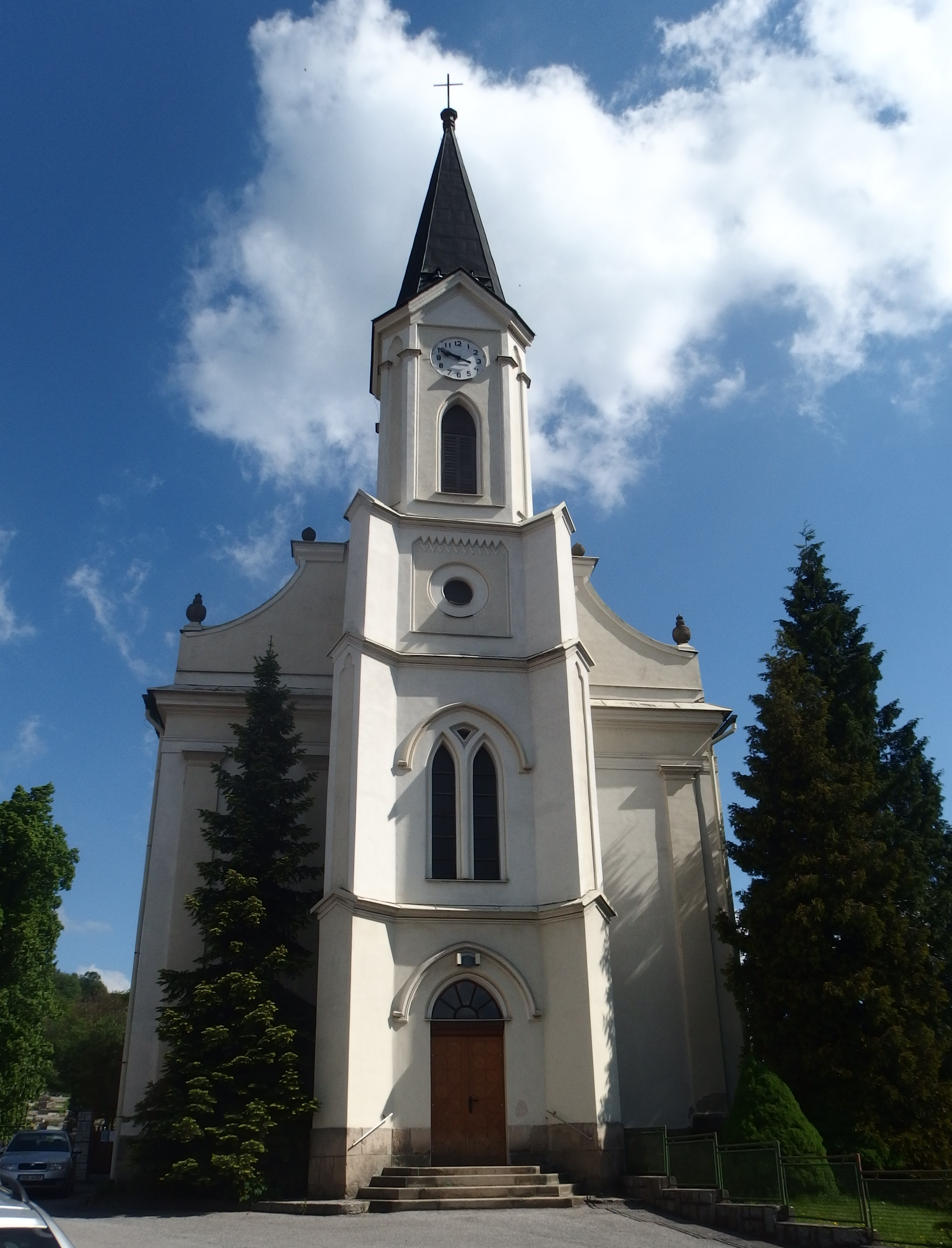
Evangelický kostel v Hošťálkové na Valašsku
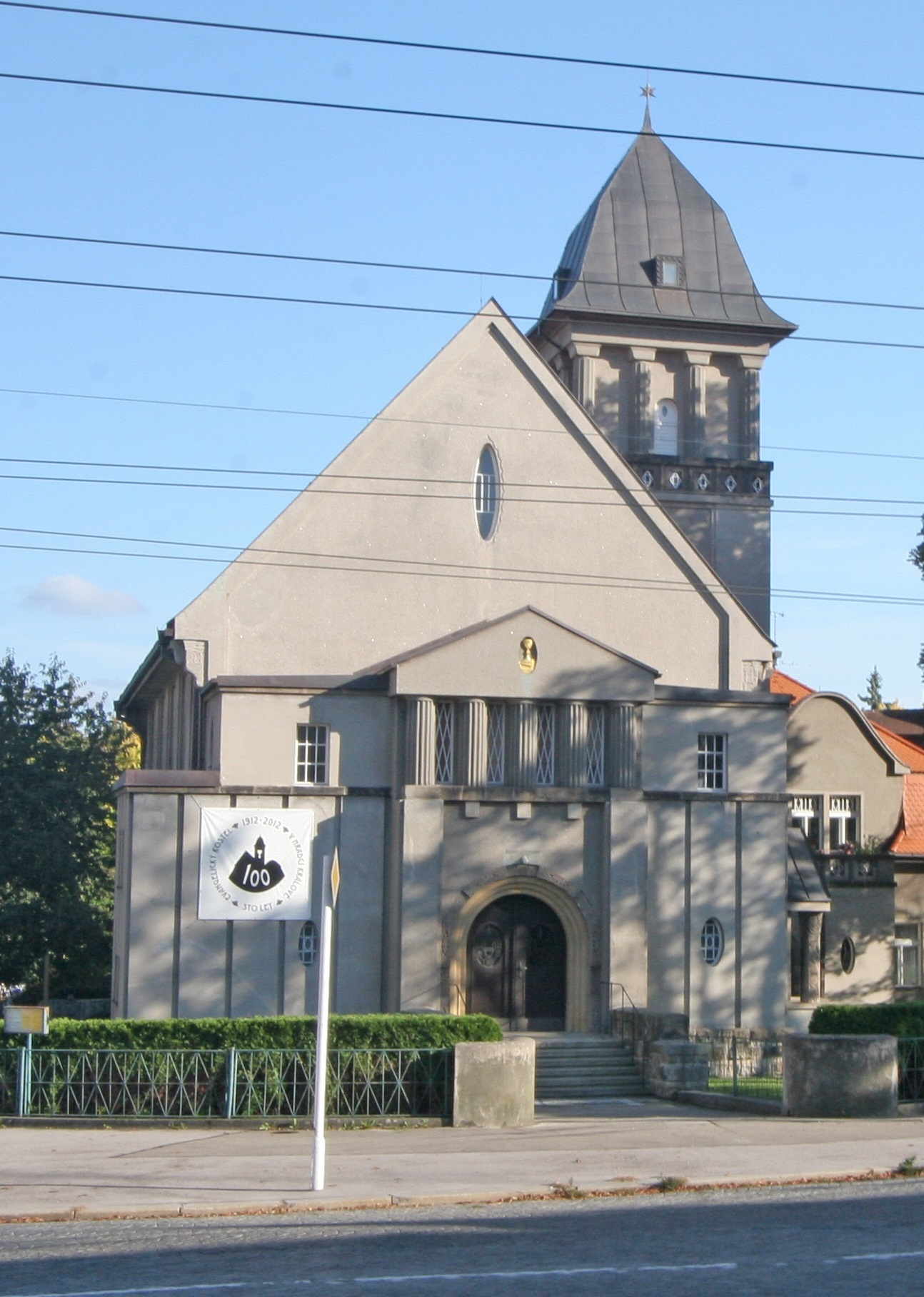
Evangelický kostel v Hradci Králové
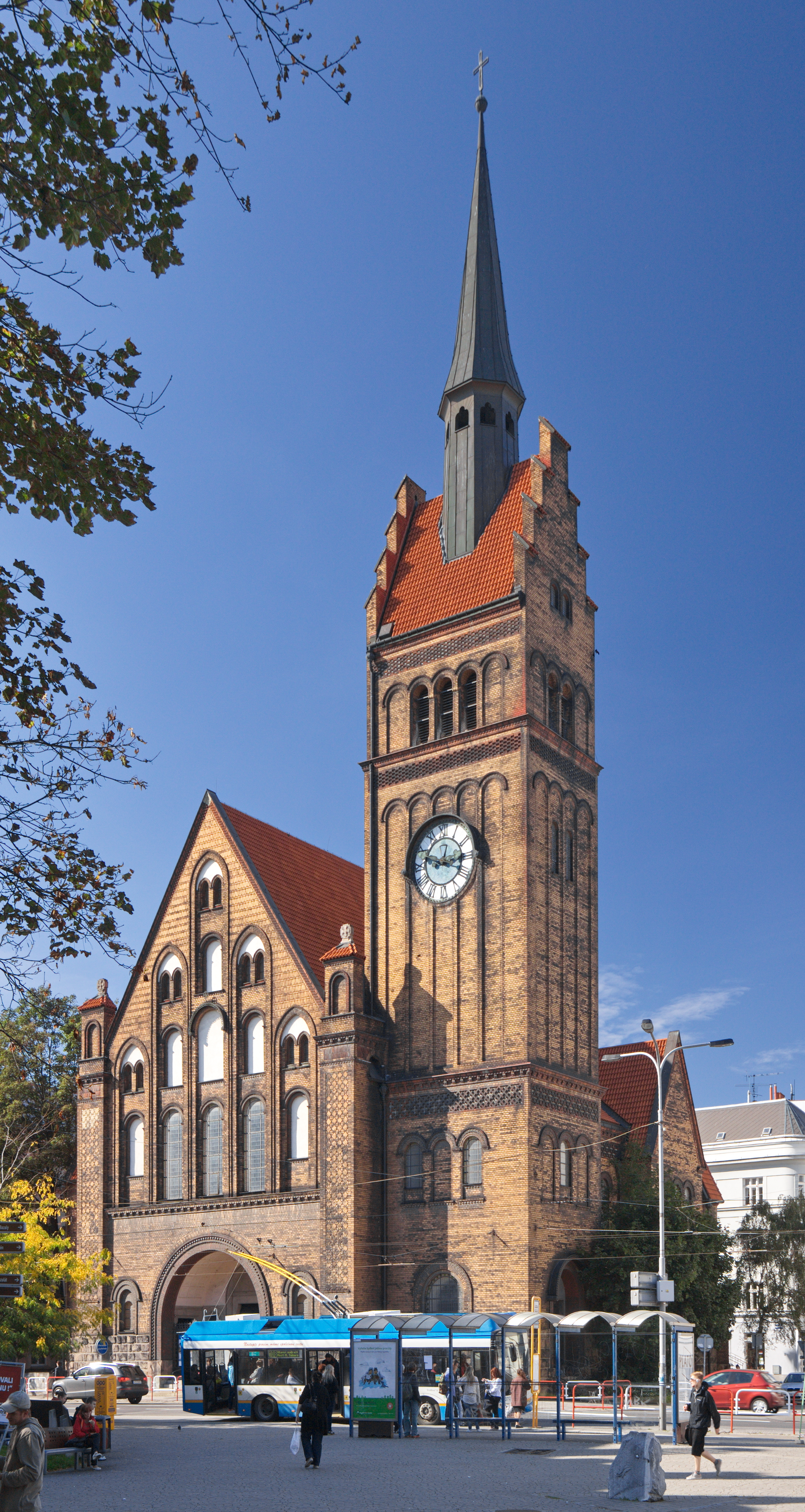
Kristův kostel v Ostravě
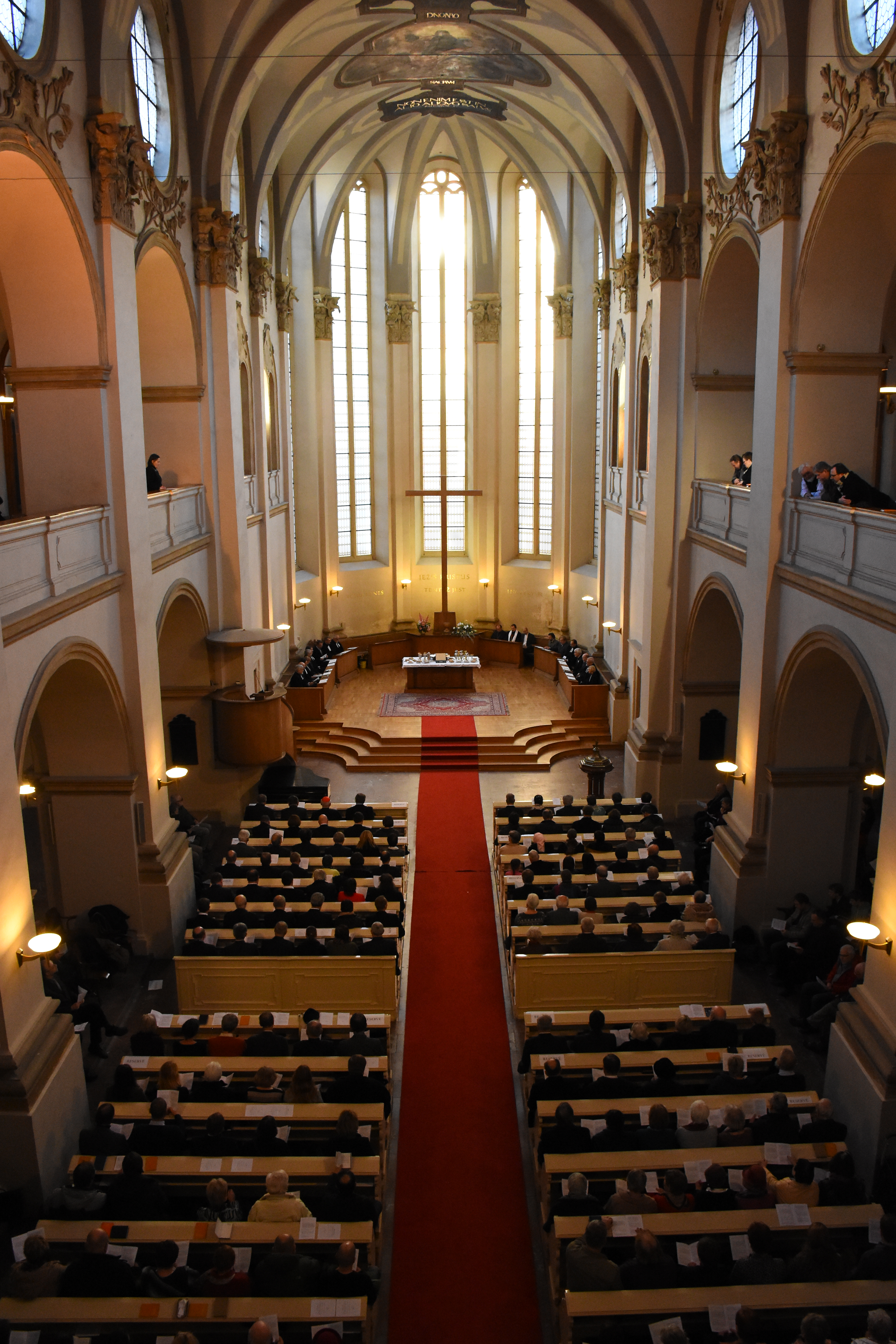
Interiér sboru U Salvátora na Starém Městě pražském
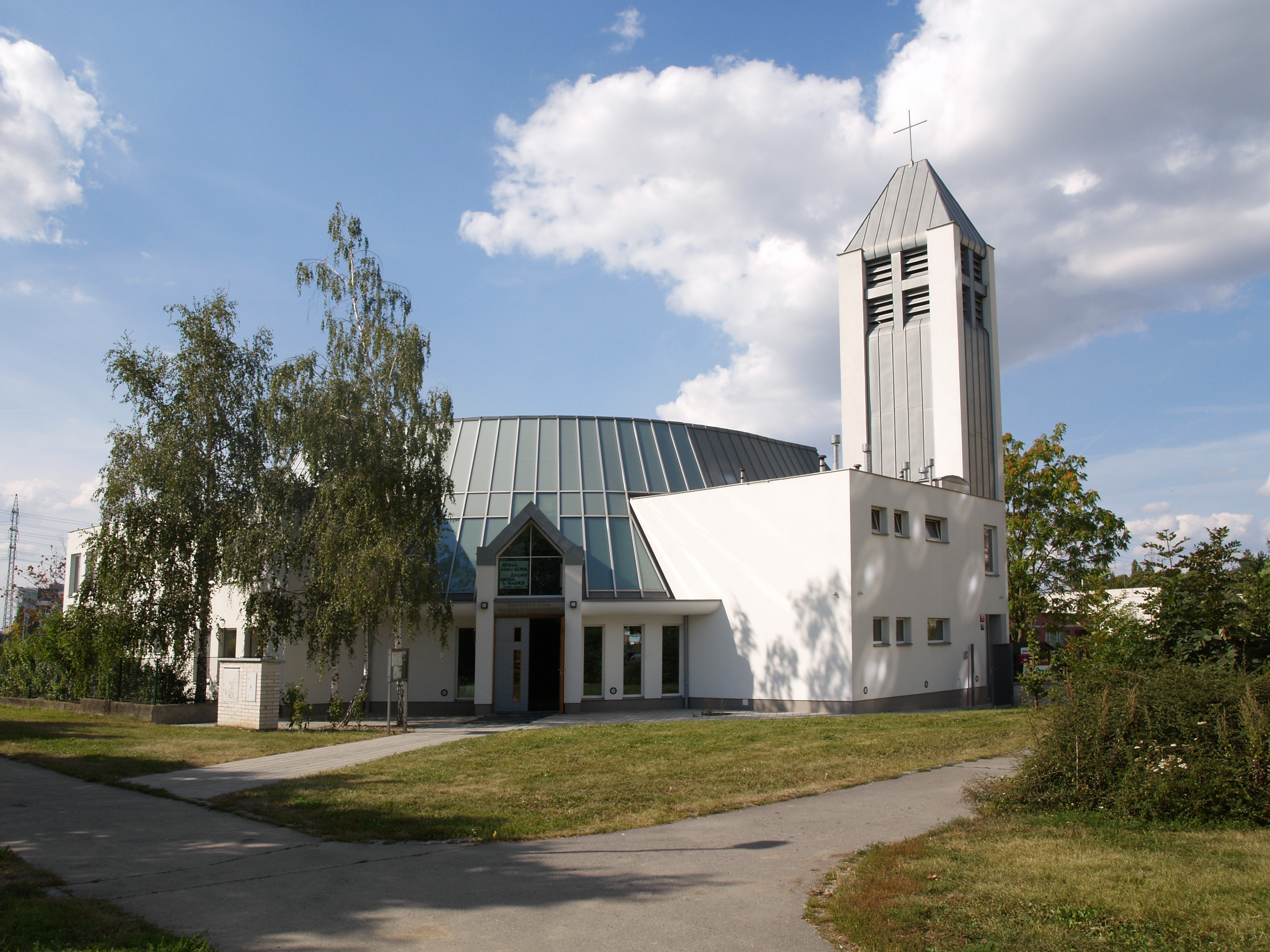
Sborový dům Milíče z Kroměříže na pražském Jižním Městě
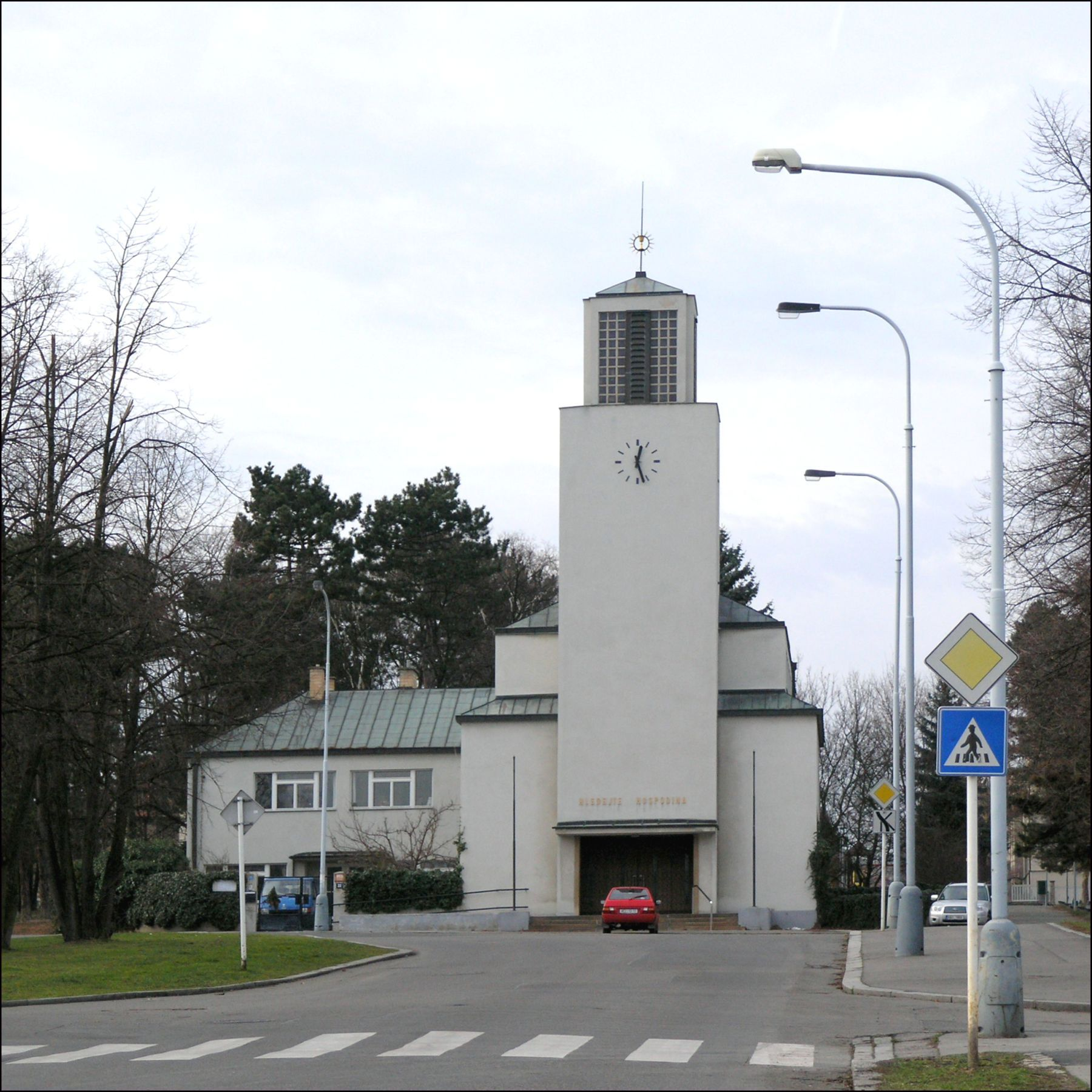
Evangelický kostel v pražských Střešovicích
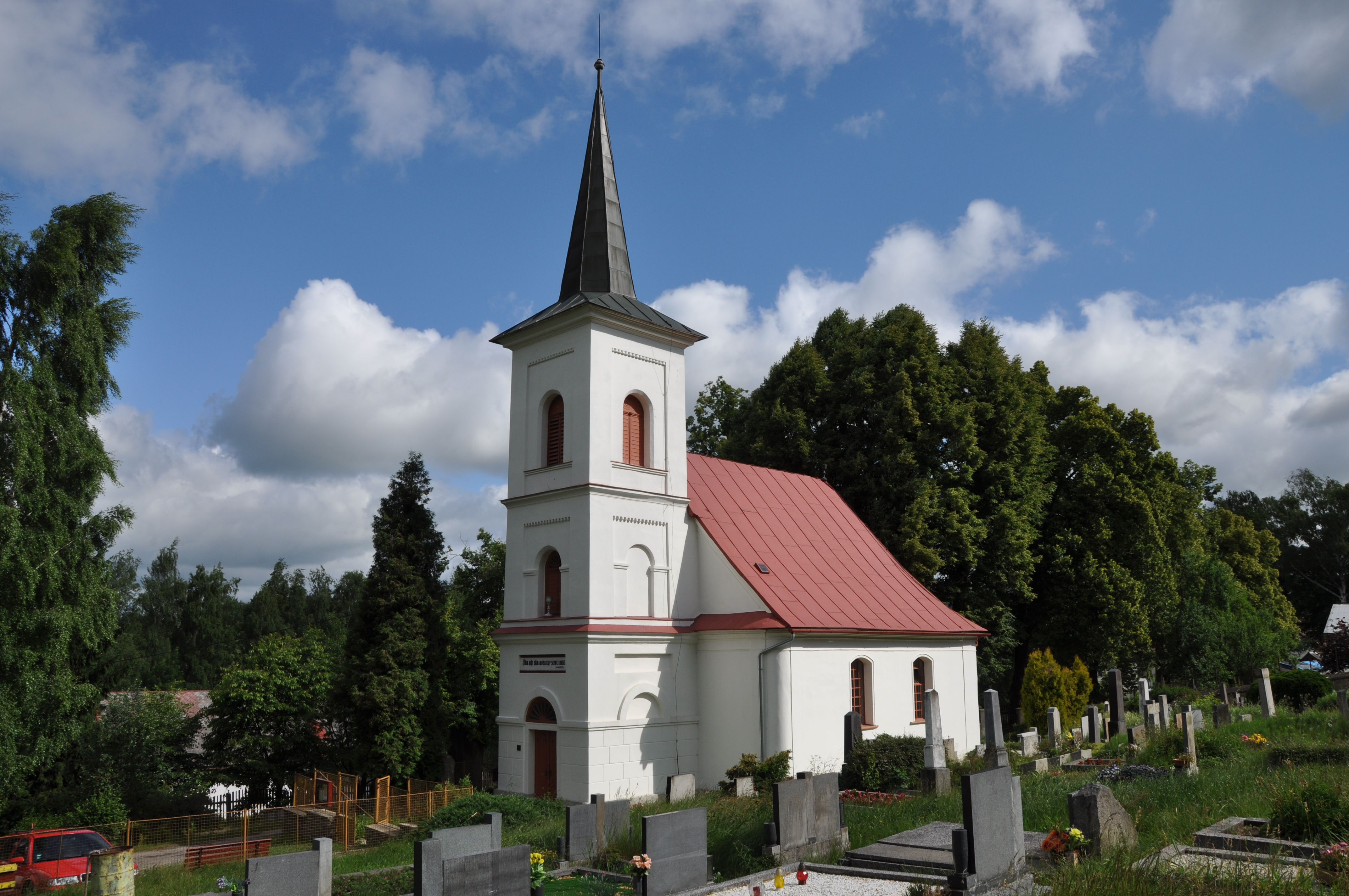
Evangelický kostel v Sázavě u Žďáru
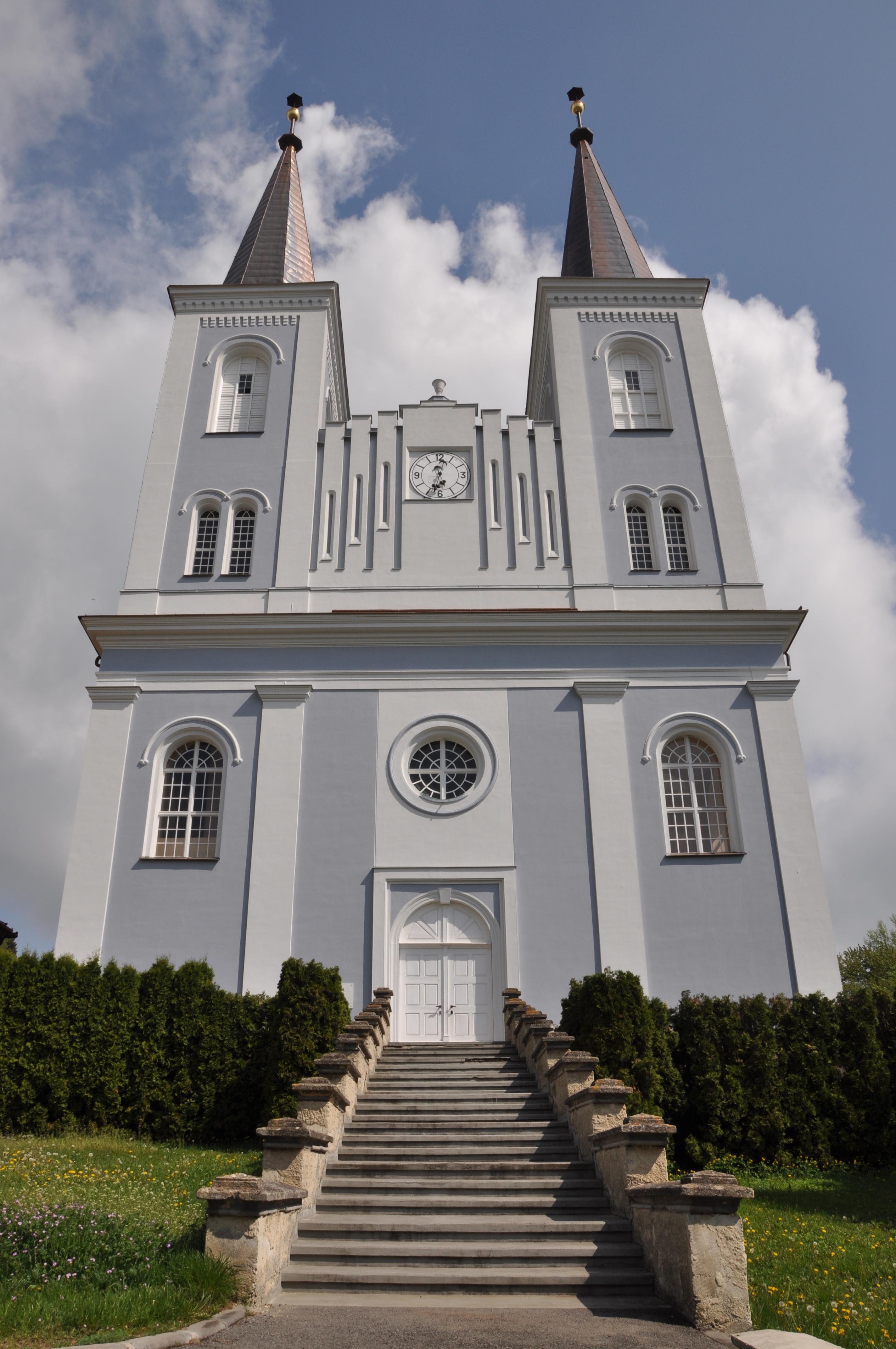
Evangelický kostel v moravských Vanovicích
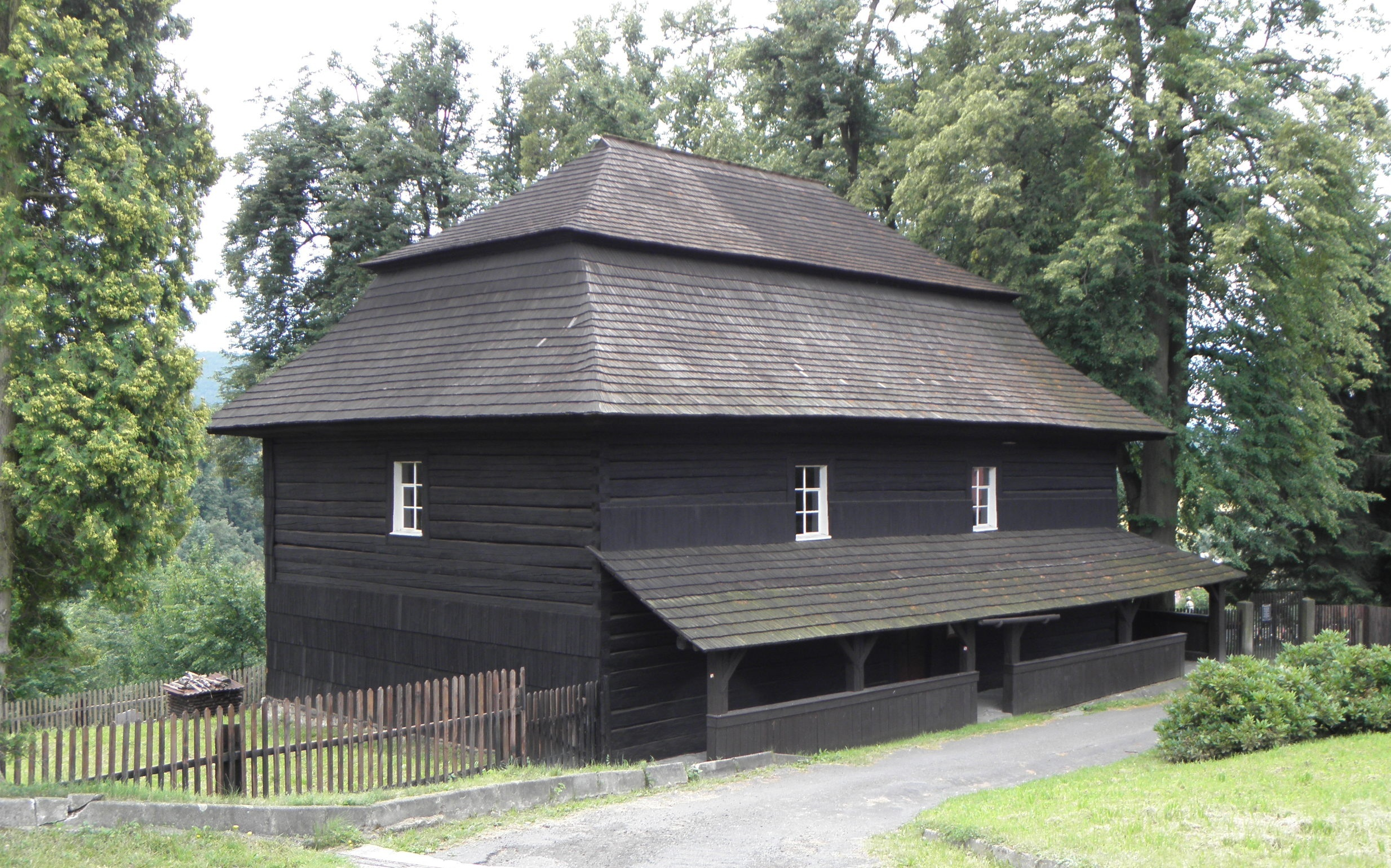
Dřevěný toleranční kostel ve Velké Lhotě na Valašsku
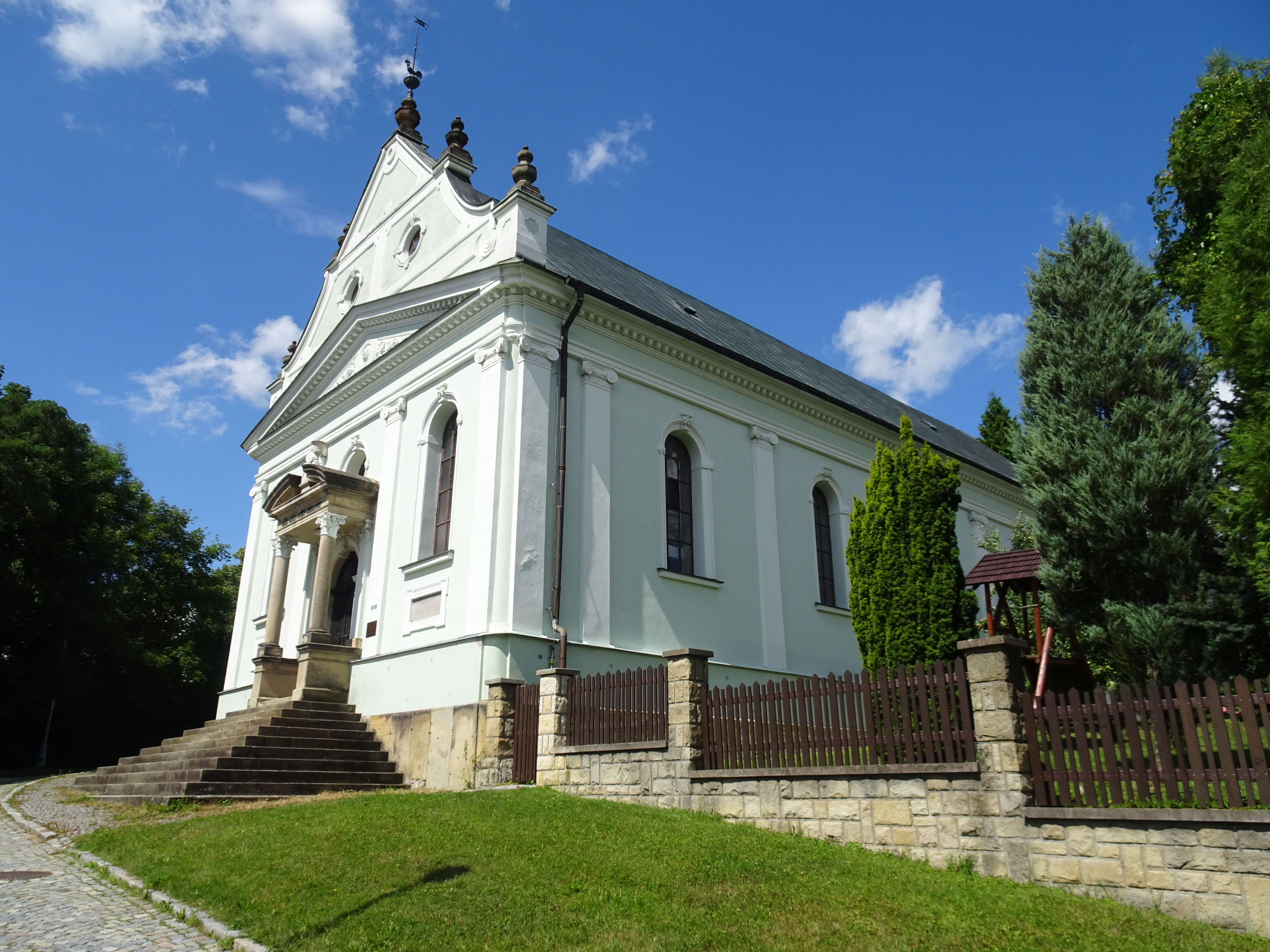
Horní sbor ve Vsetíně
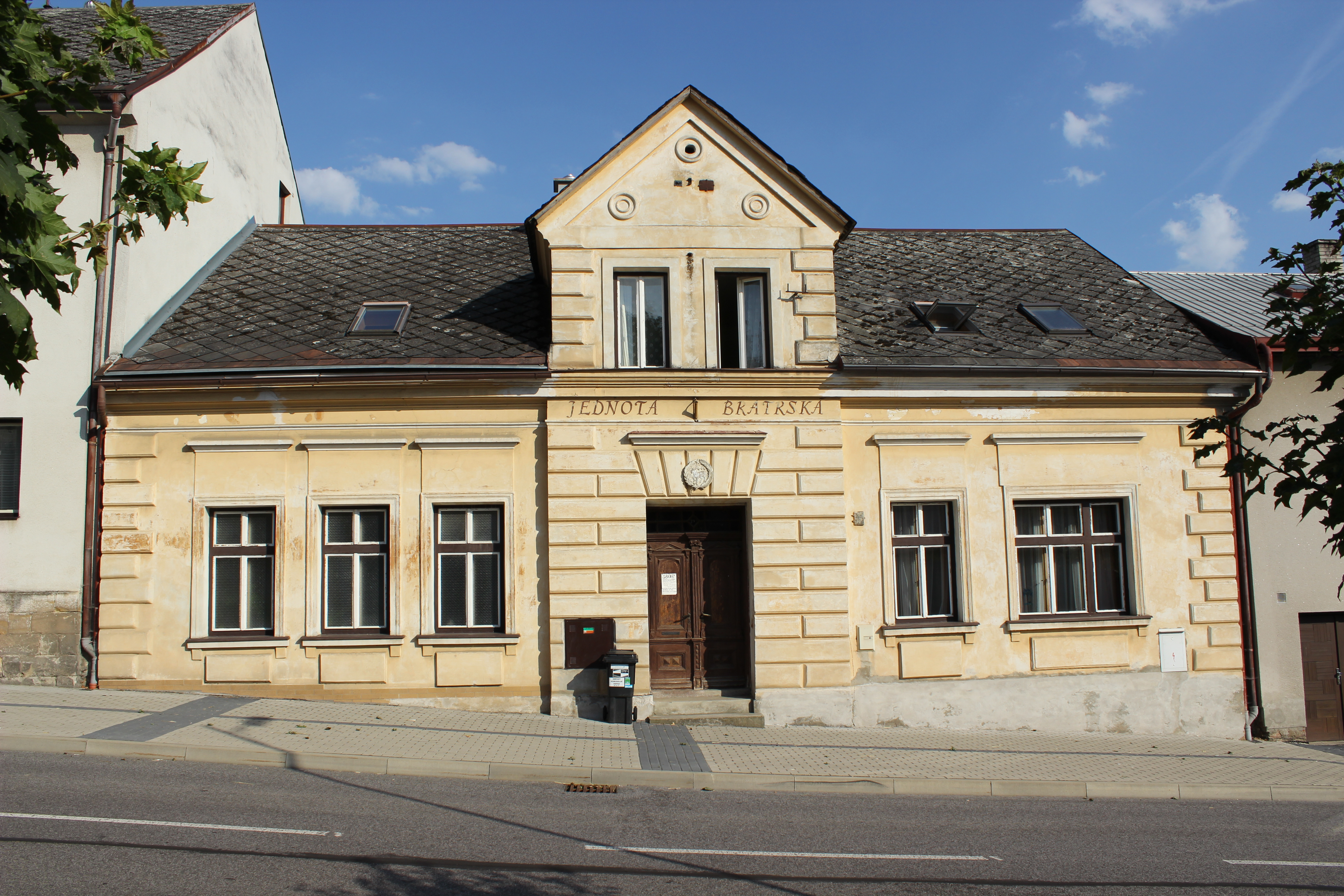
Sbor Jednoty bratrské přičleněný k evangelické církvi v Rovensku pod Troskami
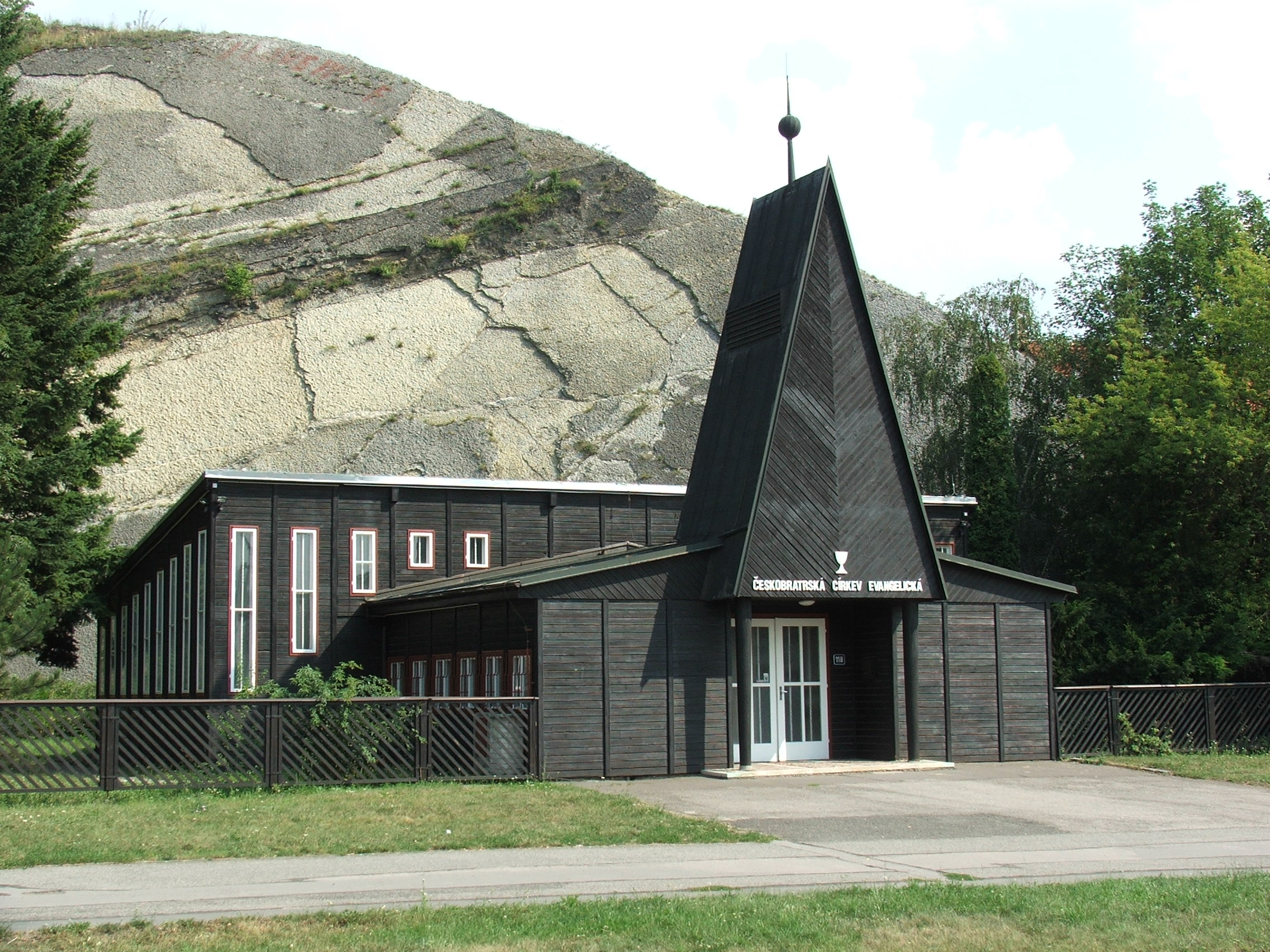
Českobratrský kostel v Praze-Braníku

### Seniorátní sbor
Seniorátní sbor (seniorát) je společenství sborů spojených v určitém obvodu ke společné církevní činnosti a správě. O jeho věcech rozhoduje seniorátní shromáždění zvané konvent, jehož členy jsou poslanci příslušných sborů, volení na čtyřleté funkční období. Konvent volí stejným dílem z presbyterů a farářů na šestileté období seniorátní výbor v čele se seniorem a seniorátním kurátorem. Sídlem seniorátu je vždy sbor, kde je senior farářem.
Církev tvoří 14 seniorátů:
- Pražský seniorát
- Poděbradský seniorát
- Jihočeský seniorát
- Západočeský seniorát
- Ústecký seniorát
- Liberecký seniorát
- Královéhradecký seniorát
- Chrudimský seniorát
- Poličský seniorát
- Horácký seniorát
- Brněnský seniorát
- Východomoravský seniorát
- Moravskoslezský seniorát

Senioráty Českobratrské církve evangelické

- Ochranovský seniorát (netvoří územní obvod, ale sdružuje bývalé sbory Jednoty bratrské, které vstoupily do ČCE)

### Povšechný sbor
Nejvyšší úrovní správy církve je povšechný sbor, čili celá církev. Církev spravuje Synodní rada, což je šest volených osob (tři faráři a tři laici), nejvyšším zákonodárným a řídícím shromážděním (parlamentem), složeným z volených poslanců, je synod. Jménem celé církve jednají synodní senior a synodní kurátor.

## Vzdělání
Od počátků protestantství se na vzdělání a výuku kladl velký důraz. První evangelické školy vznikaly už od tolerančního patentu a v 19. století jich bylo více než 100.
Vysokoškolské vzdělání kazatelů i laiků zajišťuje Evangelická teologická fakulta Univerzity Karlovy.
Střední a vyšší odborné vzdělání zajišťují tyto školy:
- Evangelická akademie Praha – Vyšší odborná škola sociálně právní a střední sociální škola
- Evangelická akademie Brno – Vyšší odborná škola sociálně právní
- Střední zdravotnická škola Evangelické akademie Brno
- Evangelická akademie Náchod Sociální činnost (sociální pečovatelství a sociální vychovatelství)
- Evangelická akademie Olomouc Konzervatoř Evangelické akademie (dříve v Kroměříži)
- Evangelické gymnázium Brno

Církev též provozuje tři základní školy: Bratrská škola v Praze, Filipka: Škola příběhem – církevní základní škola v Brně a základní školu v Sudicích na Blanensku.

## Financování
Základ financování chodu církve tvoří dary věřících, hospodářská činnost a příjmy z majetkového narovnání se státem, které postupně klesají k nule. Cílově bude církev plně nezávislá na zdrojích od státu.
Každý farní sbor přispívá do Personálního fondu na platy kazatelů. Církev klade důraz na transparentní hospodaření s dary i prostředky od státu. Hospodaření církve sledují nezávislí auditoři a církevní revizoři. Prostředky na platy kazatelů sleduje i správní rada Personálního fondu. Investice prostředků od státu z tzv. církevních restitucí jsou ukládány do investičních produktů tak, aby jejich výnosy pokrývaly část nákladů na mzdy duchovních. Prostředky jsou transparentně investovány do investičních fondů a realit. Na investice dohlíží volený Investiční výbor.
Toky financí mezi všemi entitami ČCE v roce 2023 popisuje graf na oficiálních stránkách církve.

## Diakonie
V roce 1989 byla obnovena činnost Diakonie Českobratrské církve evangelické, která poskytuje ve více než 130 zařízeních ve všech regionech České republiky sociální, zdravotní a pastorační pomoc a péči lidem, kteří se vlivem svého zdravotního postižení, věku, nemoci nebo osamocení dostali do obtížné životní situace. Provozuje 7 speciálních škol pro děti s mentálním a kombinovaným postižením. V roce 2004 byl otevřen první evangelický hospic - Citadela ve Valašském Meziříčí.
Od roku 1989 se církev podílí na nemocniční, vojenské a vězeňské duchovní službě.

## Ekumenická spolupráce
Církev je členem:
- Světová rada církví
- Konference evropských církví
- Světová luterská federace
- Světová aliance reformovaných církví
- Společenství evangelických církví v Evropě
- Ekumenická rada církví v České republice

## Významné osobnosti sčlenstvím vcírkvi

### Osobnosti politického a společenského života
- Ladislav Hejdánek – filozof, mluvčí charty 77, pedagog
- Milada Horáková – česká právnička, politička, feministka, aktivní v odporu proti nacistickému i komunistickému režimu
- Martin Kocanda – český manažer, bývalý generální ředitel Národní knihovny
- Tomáš Garrigue Masaryk – první československý prezident
- Jan Palach – student filosofie, který se v roce 1969 upálil na protest proti okupaci ČSSR
- Přemysl Pitter – pedagog, který věnoval svůj život ochraně utlačovaných
- Emanuel Rádl – biolog a filozof
- Olga Richterová[35] – místopředsedkyně Poslanecké sněmovny PČR
- Benjamin Roll – aktivista, spoluzakladatel a bývalý předseda spolku Milion Chvilek
- Petr Šilar – 1. místopředseda KDU-ČSL, senátor, regionální a komunální politik

### Akademici
- Miloš Bič – starozákonní biblista, účastník protinacistického odboje, iniciátor ekumenického překladu Bible
- Milan Balabán – starozákonní teolog, religionista, chartista
- František Michálek Bartoš – historik
- Josef Lukl Hromádka – pedagog, teolog
- Bedřich Hrozný – archeolog, orientalista, lingvista
- Erazim Kohák – filozof
- Jan Milíč Lochman – teolog, rektor Basilejské univerzity v letech 1981–1982
- Zdeněk Matějček – dětský psycholog
- Jana Nechutová – klasická filoložka, medievistka
- Petr Pokorný – novozákonní teolog
- Martin C. Putna – český literární historik[36]
- Pavel Říčan – psycholog
- Josef Bohumil Souček – novozákonní biblista, iniciátor ekumenického překladu Bible
- Jakub Schwarz Trojan – evangelický farář, pedagog, známý také svým vedením pohřební bohoslužby Jana Palacha
- František Žilka – biblista, historik

### Spisovatelé, hudebníci a umělci
- Jan Karafiát – evangelický farář, autor pohádky Broučci
- Svatopluk Karásek – evangelický farář, hudebník, politik
- Miloš Rejchrt – evangelický farář, disident, chartista
- Jan Šplíchal – umělecký fotograf
- David Vávra – architekt, herec, spisovatel
- Tzv. Pastoral Brothers (Jakub Helebrant, před sňatkem užíval příjmení Malý, a Karel Müller) – duo současných youtuberů a evangelických farářů

### Sportovci
- Tomáš Holeš[37][38] – fotbalista
- David Navara[39] – šachista